# 立新街道 (淮南市)
立新街道，是中华人民共和国安徽省淮南市谢家集区下辖的一个乡镇级行政单位。

## 行政区划
立新街道下辖以下地区：
新民社区、新乐社区、新建社区和长淮社区。